# Кінний спорт на літніх Олімпійських іграх 2012 — індивідуальний конкур
Змагання з індивідуального конкуру на літніх Олімпійських іграх 2012 відбулися у Гринвіцькому парку в період з 4 серпня по 8 серпня.
П'ять раундів індивідуальних змагань з конкуру проводилися у два етапи. Перші три раунди відносилися до кваліфікаційних. Результати другого та третього раундів було використано для визначення переможців у командних змаганнях. Подолавши кваліфікацію, 35 найкращих вершників потрапили до першого раунду фінального етапу, після якого їх залишилося лише 20. Серед цих спортсменів і були розіграні три комплекти нагород. Підсумкові результати визначалися за сумою штрафних балів у обох фінальних раундах. Золоту медаль отримав швейцарець Стів Ґерда, який безпомилково пройшов маршрут у обох фіналах. Для розіграшу другого місця було призначено перестрибку, переможцем якої став представник Нідерландів Герко Схредер. Третє місце посів ірландський вершник Кіан О'Коннор.
Серед цікавих фактів слід відмітити те, що канадський вершник Аєн Міллар встановив новий рекорд за кількістю проведених Олімпіад. Ігри у Лондоні стали для нього десятими у кар'єрі. Першими Іграми Міллара була Олімпіада 1972 у Мюнхені, проте єдину свою срібну нагороду він здобув лише у 2008 році в Пекіні.

## Формат змагань
Для визначення володарів індивідуальних нагород проводиться п'ять раундів. За результатами першого вершники, що посіли перші 60 місць, здобувають право змагатися у другому кваліфай-раунді. Топ-45 вершників другого раунду переходять у третій, а 35 спортсменів, що показали найкращий результат у третьому, переходять до наступного етапу з умовою, що одна команда не може мати більше трьох представників у числі 35-ти найкращих. Якщо ж від однієї країни туди потрапили 4 вершники — один з них не має права змагатися за індивідуальні нагороди.
На четвертому етапі (індивідуальний фінальний раунд А) попередніми показниками спортсменів нехтують і вершники починають змагання з нулем у графі «помилки». 20 найкращих за результатами фіналу А потраплять до фіналу B, де проходять вже інший маршрут. Помилки у індивідуальних фіналах А та B підсумовуються для визначення чільної трійки, що отримує нагороди.
Командні змагання проводяться одночасно з індивідуальними, тож команді вершники конкурують одночасно і за особисті нагороди. Перший раунд командних змагань збігається з другим раундом індивідуальних. За його результатами визначається провідна вісімка команд, що продовжують боротьбу на наступному етапі (який проходить паралельно з третім раундом особистих змагань). Команди нагороджуються медалями на основі суми балів за обидва етапи командних змагань.

## Розклад змагань
Час початку змагань вказано за літнім київським часом (UTC+3)
| Дата                     | Час   | Раунд                  |
| ------------------------ | ----- | ---------------------- |
| Субота, 4 серпня 2012    | 12:30 | Кваліфікація (раунд 1) |
| Неділя, 5 серпня 2012    | 13:00 | Кваліфікація (раунд 2) |
| Понеділок, 6 серпня 2012 | 16:00 | Кваліфікація (раунд 3) |
| Середа, 8 серпня 2012    | 14:00 | Фінал А та фінал B     |

## Результати

### Кваліфікаційний етап

#### Раунд 1
Перший кваліфікаційний раунд складався з простого маршруту довжиною 510 метрів та допустимим часом подолання у 1 хвилину 22 секунди. До наступного раунду потрапляли спортсмени, що зайняли перші 60 місць.
|         | Вершник                   | Країна             | Кінь                      | Штрафні очки     | Штрафні очки     | Загальний Штраф |
| Стрибки | Вершник                   | Країна             | Кінь                      | Час              |                  | Загальний Штраф |
| ------- | ------------------------- | ------------------ | ------------------------- | ---------------- | ---------------- | --------------- |
| 1       | Юр Врілінг                | Нідерланди         | Bubalu                    | 0                | 0                | 0               |
| 1       | Альваро де Міранда Нето   | Бразилія           | Rahmannshof's Bogen       | 0                | 0                | 0               |
| 1       | Нік Скелтон               | Велика Британія    | Big Star                  | 0                | 0                | 0               |
| 1       | Сімон Делестр             | Франція            | Napoli du Ry              | 0                | 0                | 0               |
| 1       | Кассіо Ріветті            | Україна            | Temple Road               | 0                | 0                | 0               |
| 1       | Єнс Фредріксон            | Швеція             | Lunatic                   | 0                | 0                | 0               |
| 1       | Даніель Блуман            | Колумбія           | Sancha La Silla           | 0                | 0                | 0               |
| 1       | Стів Ґерда                | Швейцарія          | Nino des Buissonets       | 0                | 0                | 0               |
| 1       | Маклейн Ворд              | США                | Antares                   | 0                | 0                | 0               |
| 1       | Філіпп Ле Жен             | Бельгія            | Vigo d’Arsouilles         | 0                | 0                | 0               |
| 1       | Майкел Ван Дер Вльойтен   | Нідерланди         | Verdi                     | 0                | 0                | 0               |
| 1       | принц Абдулла бін Мутаїб  | Саудівська Аравія  | Davos                     | 0                | 0                | 0               |
| 1       | Бен Маєр                  | Велика Британія    | Tripple X                 | 0                | 0                | 0               |
| 1       | Янне Фрідерік Майєр       | Німеччина          | Lambrasco                 | 0                | 0                | 0               |
| 1       | Альберто Мічан            | Мексика            | Rosalia La Silla          | 0                | 0                | 0               |
| 1       | Пауль Естерманн           | Швейцарія          | Castlefield Eclipse       | 0                | 0                | 0               |
| 1       | Джулія Харгрівз           | Австралія          | Vedor                     | 0                | 0                | 0               |
| 1       | Марк Хутзагер             | Нідерланди         | Tamino                    | 0                | 0                | 0               |
| 1       | Жозе Роберто Фернандеш    | Бразилія           | Maestro St Lois           | 0                | 0                | 0               |
| 1       | Ерік Ламаз                | Канада             | Derly Chin de Muze        | 0                | 0                | 0               |
| 1       | Кевін Стаут               | Франція            | Silvana                   | 0                | 0                | 0               |
| 1       | Генрік фон Екерманн       | Швеція             | Allerdings                | 0                | 0                | 0               |
| 1       | Мередіт Міхаельс-Беербаум | Німеччина          | Bella Donna               | 0                | 0                | 0               |
| 1       | Вернер Муфф               | Швейцарія          | Kiamon                    | 0                | 0                | 0               |
| 1       | Едвіна Топс-Александер    | Австралія          | Itot du Chateau           | 0                | 0                | 0               |
| 1       | Річард Феллерс            | США                | Flexible                  | 0                | 0                | 0               |
| 1       | Дірк Демерсман            | Бельгія            | Bufero van Het Panishof   | 0                | 0                | 0               |
| 1       | Герко Схредер             | Нідерланди         | London                    | 0                | 0                | 0               |
| 1       | Тайзо Сугітані            | Японія             | Avenzio                   | 0                | 0                | 0               |
| 1       | Рольф-Єран Бенґтссон      | Швеція             | Casall                    | 0                | 0                | 0               |
| 1       | Кіан О'Коннор             | Ірландія           | Blue Loyd 12              | 0                | 0                | 0               |
| 1       | Йос Лансінк               | Бельгія            | Valentina Van 't Heike    | 0                | 0                | 0               |
| 33      | Камаль Бахамдан           | Саудівська Аравія  | Delphi                    | 0                | 1                | 1               |
| 33      | Маркус Енінг              | Німеччина          | Plot Blue                 | 0                | 1                | 1               |
| 33      | Джилліан Терсейра         | Бермудські Острови | Bernadien van Westuur     | 0                | 1                | 1               |
| 33      | Пенелопа Лепревос         | Франція            | Mylord Carthago           | 0                | 1                | 1               |
| 33      | Родріго Діас              | Колумбія           | Royal Vinckenburg         | 0                | 1                | 1               |
| 33      | Рід Кесслер               | США                | Cylana                    | 0                | 1                | 1               |
| 33      | Ахмад Сабер Хамчо         | Сирія              | Wonderboy                 | 0                | 1                | 1               |
| 33      | Родріго Пессоа            | Бразилія           | Rebozo                    | 0                | 1                | 1               |
| 41      | Рамзі Аль-Духамі          | Саудівська Аравія  | Bayard van de Villa There | 0                | 2                | 2               |
| 42      | Ніколас Пісарро           | Мексика            | Crossing Jordan           | 4                | 0                | 4               |
| 42      | Грегорі Вателет           | Бельгія            | Cadjanne Z                | 4                | 0                | 4               |
| 42      | Біллі Твомі               | Ірландія           | Tinka’s Serenade          | 4                | 0                | 4               |
| 42      | Скотт Бреш                | Велика Британія    | Hello Sanctos             | 4                | 0                | 4               |
| 42      | Бйорн Нагель              | Україна            | Niack de l’Abbaye         | 4                | 0                | 4               |
| 42      | Аєн Міллар                | Канада             | Star Power                | 4                | 0                | 4               |
| 42      | Хосе Марія Ларокка        | Аргентина          | Royal Power               | 4                | 0                | 4               |
| 42      | Олів'є Гійон              | Франція            | Lord de Theize            | 4                | 0                | 4               |
| 42      | Катарина Оффель           | Україна            | Vivant                    | 4                | 0                | 4               |
| 42      | Карлос Мільталер          | Чилі               | Hyo Altanero              | 4                | 0                | 4               |
| 42      | Джеймс Патерсон-Робінсон  | Австралія          | Lanosso                   | 4                | 0                | 4               |
| 53      | Джілл Генселвуд           | Канада             | George                    | 4                | 1                | 5               |
| 53      | Джамал Рагімов            | Азербайджан        | Warrior                   | 4                | 1                | 5               |
| 53      | Карім Ель Зогбі           | Єгипет             | Wervel Wind               | 4                | 1                | 5               |
| 53      | Родріго Карраско          | Чилі               | Or de la Charboniere      | 4                | 1                | 5               |
| 53      | Федеріко Фернандес        | Мексика            | Victoria                  | 4                | 1                | 5               |
| 58      | Томас Куве Корреа         | Чилі               | Underwraps                | 4                | 2                | 6               |
| 58      | Абдулла Аль-Шарбатлі      | Саудівська Аравія  | Sultan                    | 4                | 2                | 6               |
| 60      | Самуель Парот             | Чилі               | Al Calypso                | 8                | 0                | 8               |
| 60      | Тіффані Фостер            | Канада             | Victor                    | 8                | 0                | 8               |
| 60      | Лусіана Дініс             | Португалія         | Lennox                    | 8                | 0                | 8               |
| 60      | Піус Швіцер               | Швейцарія          | Carlina IV                | 8                | 0                | 8               |
| 64      | Алехандро Мадорно         | Аргентина          | Milano de Flore           | 8                | 1                | 9               |
| 65      | Пітер Чарльз              | Велика Британія    | Vindicat                  | 8                | 2                | 10              |
| 65      | Володимир Туганов         | Росія              | Lancero                   | 8                | 2                | 10              |
| 67      | Ібрагім Хані Бішарат      | Йорданія           | Vrieda O                  | 12               | 0                | 12              |
| 67      | Хайме Аскаррага           | Мексика            | Gangster                  | 12               | 0                | 12              |
| 69      | Крістіан Альманн          | Німеччина          | Codex One                 | 12               | 3                | 15              |
| 70      | Олександр Онищенко        | Україна            | Comte d'Arsouilles        | 16               | 2                | 18              |
| 71      | Рейко Такеда              | Японія             | Ari                       | 20               | 2                | 22              |
| 72      | Лісен Братт Фредріксон    | Швеція             | Matrix                    | Падіння          | Падіння          | 42              |
| 72      | Бізі Медден               | США                | Via Volo                  | Дві відмови коня | Дві відмови коня | 42              |
| 72      | Карлос Мотта Рібас        | Бразилія           | Wilexo                    | Дві відмови коня | Дві відмови коня | 42              |
| 72      | Метт Вільямс              | Австралія          | Watch Me                  | Дві відмови коня | Дві відмови коня | 42              |

#### Раунд 2
Довжина маршруту для другого раунду склала 550 метрів, час на подолання - 1 хвилина 28 секунд. До наступного коло потрапляють 45 найкращих спортсменів. Підсумкова сума вираховувалася за результатами двох раундів. В рамках другого кваліфікаційного раунду індивідуальної першості пройшов перший раунд командних змагань.
|         | Вершник                   | Країна             | Кінь                      | Штрафні очки                                  | Штрафні очки                                  | Штраф 1 раунду                                | Загальний Штраф                               |
| Стрибки | Вершник                   | Країна             | Кінь                      | Час                                           |                                               | Штраф 1 раунду                                | Загальний Штраф                               |
| ------- | ------------------------- | ------------------ | ------------------------- | --------------------------------------------- | --------------------------------------------- | --------------------------------------------- | --------------------------------------------- |
| 1       | Нік Скелтон               | Велика Британія    | Big Star                  | 0                                             | 0                                             | 0                                             | 0                                             |
| 1       | принц Абдулла бін Мутаїб  | Саудівська Аравія  | Davos                     | 0                                             | 0                                             | 0                                             | 0                                             |
| 1       | Бен Маєр                  | Велика Британія    | Tripple X                 | 0                                             | 0                                             | 0                                             | 0                                             |
| 1       | Едвіна Топс-Александер    | Австралія          | Itot du Chateau           | 0                                             | 0                                             | 0                                             | 0                                             |
| 1       | Альберто Мічан            | Мексика            | Rosalia La Silla          | 0                                             | 0                                             | 0                                             | 0                                             |
| 1       | Альваро де Міранда Нето   | Бразилія           | Rahmannshof's Bogen       | 0                                             | 0                                             | 0                                             | 0                                             |
| 1       | Майкел Ван Дер Вльойтен   | Нідерланди         | Verdi                     | 0                                             | 0                                             | 0                                             | 0                                             |
| 1       | Пауль Естерманн           | Швейцарія          | Castlefield Eclipse       | 0                                             | 0                                             | 0                                             | 0                                             |
| 1       | Марк Хутзагер             | Нідерланди         | Tamino                    | 0                                             | 0                                             | 0                                             | 0                                             |
| 1       | Генрік фон Екерманн       | Швеція             | Allerdings                | 0                                             | 0                                             | 0                                             | 0                                             |
| 1       | Річард Феллерс            | США                | Flexible                  | 0                                             | 0                                             | 0                                             | 0                                             |
| 1       | Рольф-Єран Бенґтссон      | Швеція             | Casall                    | 0                                             | 0                                             | 0                                             | 0                                             |
| 13      | Даніель Блуман            | Колумбія           | Sancha La Silla           | 0                                             | 1                                             | 0                                             | 1                                             |
| 13      | Ерік Ламаз                | Канада             | Derly Chin de Muze        | 0                                             | 1                                             | 0                                             | 1                                             |
| 15      | Камаль Бахамдан           | Саудівська Аравія  | Delphi                    | 0                                             | 1                                             | 1                                             | 2                                             |
| 15      | Рамзі Аль-Духамі          | Саудівська Аравія  | Bayard van de Villa There | 0                                             | 0                                             | 2                                             | 2                                             |
| 17      | Тайзо Сугітані            | Японія             | Avenzio                   | 4                                             | 0                                             | 0                                             | 4                                             |
| 17      | Аєн Міллар                | Канада             | Star Power                | 0                                             | 0                                             | 4                                             | 4                                             |
| 17      | Маклейн Ворд              | США                | Antares                   | 4                                             | 0                                             | 0                                             | 4                                             |
| 17      | Стів Ґерда                | Швейцарія          | Nino des Buissonets       | 4                                             | 0                                             | 0                                             | 4                                             |
| 17      | Янне Фрідерік Майєр       | Німеччина          | Lambrasco                 | 4                                             | 0                                             | 0                                             | 4                                             |
| 17      | Жозе Роберто Фернандеш    | Бразилія           | Maestro St Lois           | 4                                             | 0                                             | 0                                             | 4                                             |
| 17      | Кевін Стаут               | Франція            | Silvana                   | 4                                             | 0                                             | 0                                             | 4                                             |
| 17      | Вернер Муфф               | Швейцарія          | Kiamon                    | 4                                             | 0                                             | 0                                             | 4                                             |
| 17      | Герко Схредер             | Нідерланди         | London                    | 4                                             | 0                                             | 0                                             | 4                                             |
| 17      | Йос Лансінк               | Бельгія            | Valentina Van 't Heike    | 4                                             | 0                                             | 0                                             | 4                                             |
| 27      | Кассіо Ріветті            | Україна            | Temple Road               | 4                                             | 1                                             | 0                                             | 5                                             |
| 27      | Маркус Енінг              | Німеччина          | Plot Blue                 | 4                                             | 0                                             | 1                                             | 5                                             |
| 27      | Родріго Пессоа            | Бразилія           | Rebozo                    | 4                                             | 0                                             | 1                                             | 5                                             |
| 30      | Сімон Делестр             | Франція            | Napoli du Ry              | 4                                             | 2                                             | 0                                             | 6                                             |
| 31      | Лусіана Дініс             | Португалія         | Lennox                    | 0                                             | 0                                             | 8                                             | 8                                             |
| 31      | Хосе Марія Ларокка        | Аргентина          | Royal Power               | 4                                             | 0                                             | 4                                             | 8                                             |
| 31      | Кіан О'Коннор             | Ірландія           | Blue Loyd 12              | 8                                             | 0                                             | 0                                             | 8                                             |
| 31      | Ніколас Пісарро           | Мексика            | Crossing Jordan           | 4                                             | 0                                             | 4                                             | 8                                             |
| 31      | Джеймс Патерсон-Робінсон  | Австралія          | Lanosso                   | 4                                             | 0                                             | 4                                             | 8                                             |
| 31      | Джулія Харгрівз           | Австралія          | Vedor                     | 8                                             | 0                                             | 0                                             | 8                                             |
| 31      | Бйорн Нагель              | Україна            | Niack de l’Abbaye         | 4                                             | 0                                             | 4                                             | 8                                             |
| 31      | Скотт Бреш                | Велика Британія    | Hello Sanctos             | 4                                             | 0                                             | 4                                             | 8                                             |
| 31      | Юр Врілінг                | Нідерланди         | Bubalu                    | 8                                             | 0                                             | 0                                             | 8                                             |
| 31      | Єнс Фредріксон            | Швеція             | Lunatic                   | 8                                             | 0                                             | 0                                             | 8                                             |
| 31      | Філіпп Ле Жен             | Бельгія            | Vigo d’Arsouilles         | 8                                             | 0                                             | 0                                             | 8                                             |
| 31      | Грегорі Вателет           | Бельгія            | Cadjanne Z                | 4                                             | 0                                             | 4                                             | 8                                             |
| 31      | Мередіт Міхаельс-Беербаум | Німеччина          | Bella Donna               | 8                                             | 0                                             | 0                                             | 8                                             |
| 31      | Дірк Демерсман            | Бельгія            | Bufero van Het Panishof   | 8                                             | 0                                             | 0                                             | 8                                             |
| 31      | Олів'є Гійон              | Франція            | Lord de Theize            | 4                                             | 0                                             | 4                                             | 8                                             |
| 31      | Піус Швіцер               | Швейцарія          | Carlina IV                | 0                                             | 0                                             | 8                                             | 8                                             |
| 47      | Джилліан Терсейра         | Бермудські Острови | Bernadien van Westuur     | 8                                             | 0                                             | 1                                             | 9                                             |
| 47      | Джілл Генселвуд           | Канада             | George                    | 4                                             | 0                                             | 5                                             | 9                                             |
| 47      | Пенелопа Лепревос         | Франція            | Mylord Carthago           | 8                                             | 0                                             | 1                                             | 9                                             |
| 47      | Рід Кесслер               | США                | Cylana                    | 8                                             | 0                                             | 1                                             | 9                                             |
| 51      | Карім Ель Зогбі           | Єгипет             | Wervel Wind               | 4                                             | 1                                             | 5                                             | 10                                            |
| 51      | Абдулла Аль-Шарбатлі      | Саудівська Аравія  | Sultan                    | 4                                             | 0                                             | 6                                             | 10                                            |
| 53      | Родріго Діас              | Колумбія           | Royal Vinckenburg         | 8                                             | 2                                             | 1                                             | 11                                            |
| 53      | Томас Куве Корреа         | Чилі               | Underwraps                | 4                                             | 1                                             | 6                                             | 11                                            |
| 53      | Федеріко Фернандес        | Мексика            | Victoria                  | 4                                             | 2                                             | 5                                             | 11                                            |
| 56      | Біллі Твомі               | Ірландія           | Tinka’s Serenade          | 8                                             | 0                                             | 4                                             | 12                                            |
| 56      | Карлос Мільталер          | Чилі               | Hyo Altanero              | 8                                             | 0                                             | 4                                             | 12                                            |
| 58      | Катарина Оффель           | Україна            | Vivant                    | 12                                            | 0                                             | 4                                             | 16                                            |
| 59      | Самуель Парот             | Чилі               | Al Calypso                | 8                                             | 1                                             | 8                                             | 17                                            |
| 60      | Джамал Рагімов            | Азербайджан        | Warrior                   | 12                                            | 1                                             | 5                                             | 18                                            |
| 61      | Родріго Карраско          | Чилі               | Or de la Charboniere      | 16                                            | 1                                             | 5                                             | 22                                            |
| 62      | Ахмад Сабер Хамчо         | Сирія              | Wonderboy                 | 28                                            | 1                                             | 1                                             | 30                                            |
| -       | Тіффані Фостер            | Канада             | Victor                    | DSQ (не допущена до старту через травму коня) | DSQ (не допущена до старту через травму коня) | DSQ (не допущена до старту через травму коня) | DSQ (не допущена до старту через травму коня) |

#### Раунд 3
Довжина маршруту для другого раунду склала 550 метрів (з 13 перешкодами), час на подолання - 1 хвилина 28 секунд. 
|         | Вершник                   | Країна            | Кінь                      | Штрафні очки                         | Штрафні очки                         | Штраф за 1+2 раунди                  | Загальний Штраф                      |
| Стрибки | Вершник                   | Країна            | Кінь                      | Час                                  |                                      | Штраф за 1+2 раунди                  | Загальний Штраф                      |
| ------- | ------------------------- | ----------------- | ------------------------- | ------------------------------------ | ------------------------------------ | ------------------------------------ | ------------------------------------ |
| 1       | Нік Скелтон               | Велика Британія   | Big Star                  | 0                                    | 0                                    | 0                                    | 0                                    |
| 1       | Майкел Ван Дер Вльойтен   | Нідерланди        | Verdi                     | 0                                    | 0                                    | 0                                    | 0                                    |
| 1       | Марк Хутзагер             | Нідерланди        | Tamino                    | 0                                    | 0                                    | 0                                    | 0                                    |
| 4       | Едвіна Топс-Александер    | Австралія         | Itot du Chateau           | 4                                    | 0                                    | 0                                    | 4                                    |
| 4       | принц Абдулла бін Мутаїб  | Саудівська Аравія | Davos                     | 4                                    | 0                                    | 0                                    | 4                                    |
| 4       | Бен Маєр                  | Велика Британія   | Tripple X                 | 4                                    | 0                                    | 0                                    | 4                                    |
| 7       | Маркус Енінг              | Німеччина         | Plot Blue                 | 0                                    | 0                                    | 5                                    | 5                                    |
| 7       | Даніель Блуман            | Колумбія          | Sancha La Silla           | 4                                    | 0                                    | 1                                    | 5                                    |
| 9       | Рамзі Аль-Духамі          | Саудівська Аравія | Bayard van de Villa There | 4                                    | 0                                    | 2                                    | 6                                    |
| 10      | Камаль Бахамдан           | Саудівська Аравія | Delphi                    | 5                                    | 1                                    | 2                                    | 7                                    |
| 11      | Кевін Стаут               | Франція           | Silvana                   | 4                                    | 0                                    | 4                                    | 8                                    |
| 11      | Йос Лансінк               | Бельгія           | Valentina Van 't Heike    | 4                                    | 0                                    | 4                                    | 8                                    |
| 11      | Альваро де Міранда Нето   | Бразилія          | Rahmannshof's Bogen       | 8                                    | 0                                    | 0                                    | 8                                    |
| 11      | Стів Ґерда                | Швейцарія         | Nino des Buissonets       | 4                                    | 0                                    | 4                                    | 8                                    |
| 11      | Пауль Естерманн           | Швейцарія         | Castlefield Eclipse       | 8                                    | 0                                    | 0                                    | 8                                    |
| 11      | Скотт Бреш                | Велика Британія   | Hello Sanctos             | 0                                    | 0                                    | 8                                    | 8                                    |
| 11      | Річард Феллерс            | США               | Flexible                  | 8                                    | 0                                    | 0                                    | 8                                    |
| 11      | Аєн Міллар                | Канада            | Star Power                | 4                                    | 0                                    | 4                                    | 8                                    |
| 11      | Герко Схредер             | Нідерланди        | London                    | 4                                    | 0                                    | 4                                    | 8                                    |
| 11      | Рольф-Єран Бенґтссон      | Швеція            | Casall                    | 8                                    | 0                                    | 0                                    | 8                                    |
| 11      | Піус Швіцер               | Швейцарія         | Carlina IV                | 0                                    | 0                                    | 8                                    | 8                                    |
| 22      | Мередіт Міхаельс-Беербаум | Німеччина         | Bella Donna               | 0                                    | 1                                    | 8                                    | 9                                    |
| 22      | Альберто Мічан            | Мексика           | Rosalia La Silla          | 8                                    | 1                                    | 0                                    | 9                                    |
| 22      | Ерік Ламаз                | Канада            | Derly Chin de Muze        | 8                                    | 0                                    | 1                                    | 9                                    |
| 25      | Родріго Пессоа            | Бразилія          | Rebozo                    | 4                                    | 1                                    | 5                                    | 10                                   |
| 26      | Лусіана Дініс             | Португалія        | Lennox                    | 4                                    | 0                                    | 8                                    | 12                                   |
| 26      | Грегорі Вателет           | Бельгія           | Cadjanne Z                | 4                                    | 0                                    | 8                                    | 12                                   |
| 26      | Тайзо Сугітані            | Японія            | Avenzio                   | 8                                    | 0                                    | 4                                    | 12                                   |
| 26      | Маклейн Ворд              | США               | Antares                   | 8                                    | 0                                    | 4                                    | 12                                   |
| 26      | Єнс Фредріксон            | Швеція            | Lunatic                   | 4                                    | 0                                    | 8                                    | 12                                   |
| 31      | Джулія Гаргрівз           | Австралія         | Vedor                     | 4                                    | 1                                    | 8                                    | 13                                   |
| 32      | Сімон Делестр             | Франція           | Napoli du Ry              | 8                                    | 0                                    | 6                                    | 14                                   |
| 33      | Олів'є Гійон              | Франція           | Lord de Theize            | 8                                    | 0                                    | 8                                    | 16                                   |
| 33      | Генрік фон Екерманн       | Швеція            | Allerdings                | 16                                   | 0                                    | 0                                    | 16                                   |
| 33      | Вернер Муфф *             | Швейцарія         | Kiamon                    | 12                                   | 0                                    | 4                                    | 16                                   |
| 33      | Юр Врілінг *              | Нідерланди        | Bubalu                    | 8                                    | 0                                    | 8                                    | 16                                   |
| 35      | Кассіо Ріветті            | Україна           | Temple Road               | 12                                   | 0                                    | 5                                    | 17                                   |
| 36      | Хосе Марія Ларокка **     | Аргентина         | Royal Power               | 12                                   | 0                                    | 8                                    | 20                                   |
| 36      | Кіан О'Коннор **          | Ірландія          | Blue Loyd 12              | 12                                   | 0                                    | 8                                    | 20                                   |
| 36      | Дірк Демерсман **         | Бельгія           | Bufero van Het Panishof   | 12                                   | 0                                    | 8                                    | 20                                   |
| 39      | Джеймс Патерсон-Робінсон  | Австралія         | Lanosso                   | 12                                   | 1                                    | 8                                    | 21                                   |
| 39      | Бйорн Нагель              | Україна           | Niack de l’Abbaye         | 12                                   | 1                                    | 8                                    | 21                                   |
| 39      | Янне Фрідерік Майєр       | Німеччина         | Lambrasco                 | 16                                   | 1                                    | 4                                    | 21                                   |
| 42      | Ніколас Пісарро           | Мексика           | Crossing Jordan           | 20                                   | 0                                    | 8                                    | 28                                   |
| 43      | Жозе Роберто Фернандеш    | Бразилія          | Maestro St Lois           | 46                                   | 0                                    | 4                                    | 50                                   |
| -       | Філіпп Ле Жен             | Бельгія           | Vigo d’Arsouilles         | DNS (не стартував через травму коня) | DNS (не стартував через травму коня) | DNS (не стартував через травму коня) | DNS (не стартував через травму коня) |

* До фінального етапу може пройти не більше трьох вершників з кожної країни. Внаслідок цього Вернер Муфф та Юр Врілінг не кваліфікувалися до фіналу через те, що Швейцарія та Нідерланди вже мали по три вершники з меншої кількістю штрафних балів.
** За результатами змагань ці спортсмени не змогли кваліфікуватися до фіналу та були внесені до резерву. Внаслідок сходу з турнірної дистанції шведа Рольфа-Єрана Бенґтссона виникла необхідність включити до списку учасників фіналу ще одного вершника. Через рівну кількість штрафних балів таких вершників виявилося троє.

### Фінальний раунд

#### Фінал А
До наступного раунду потрапляють спортсмени, що зайняли перші 20 місць. На трасі розміщено 12 перешкод, час для проходження - 1 хвилина 24 секунди.
|         | Вершник                   | Країна            | Кінь                      | Штрафні очки                        | Штрафні очки                        | Загальний Штраф                     |
| Стрибки | Вершник                   | Країна            | Кінь                      | Час                                 |                                     | Загальний Штраф                     |
| ------- | ------------------------- | ----------------- | ------------------------- | ----------------------------------- | ----------------------------------- | ----------------------------------- |
| 1       | Кіан О'Коннор             | Ірландія          | Blue Loyd 12              | 0                                   | 0                                   | 0                                   |
| 1       | Олів'є Гійон              | Франція           | Lord de Theize            | 0                                   | 0                                   | 0                                   |
| 1       | Стів Ґерда                | Швейцарія         | Nino des Buissonets       | 0                                   | 0                                   | 0                                   |
| 1       | Скотт Бреш                | Велика Британія   | Hello Sanctos             | 0                                   | 0                                   | 0                                   |
| 1       | Маркус Енінг              | Німеччина         | Plot Blue                 | 0                                   | 0                                   | 0                                   |
| 1       | Нік Скелтон               | Велика Британія   | Big Star                  | 0                                   | 0                                   | 0                                   |
| 7       | Лусіана Дініс             | Португалія        | Lennox                    | 0                                   | 1                                   | 1                                   |
| 7       | Герко Схредер             | Нідерланди        | London                    | 0                                   | 1                                   | 1                                   |
| 7       | Піус Швіцер               | Швейцарія         | Carlina IV                | 0                                   | 1                                   | 1                                   |
| 7       | Камаль Бахамдан           | Саудівська Аравія | Delphi                    | 0                                   | 1                                   | 1                                   |
| 11      | Сімон Делестр             | Франція           | Napoli du Ry              | 4                                   | 0                                   | 4                                   |
| 11      | Родріго Пессоа            | Бразилія          | Rebozo                    | 4                                   | 0                                   | 4                                   |
| 11      | Альберто Мічан            | Мексика           | Rosalia La Silla          | 4                                   | 0                                   | 4                                   |
| 11      | Альваро де Міранда Нето   | Бразилія          | Rahmannshof's Bogen       | 4                                   | 0                                   | 4                                   |
| 11      | Аєн Міллар                | Канада            | Star Power                | 4                                   | 0                                   | 4                                   |
| 11      | Даніель Блуман            | Колумбія          | Sancha La Silla           | 4                                   | 0                                   | 4                                   |
| 11      | Едвіна Топс-Александер    | Австралія         | Itot du Chateau           | 4                                   | 0                                   | 4                                   |
| 11      | Бен Маєр                  | Велика Британія   | Tripple X                 | 4                                   | 0                                   | 4                                   |
| 11      | Марк Хутзагер             | Нідерланди        | Tamino                    | 4                                   | 0                                   | 4                                   |
| 20      | Кассіо Ріветті            | Україна           | Temple Road               | 4                                   | 1                                   | 5                                   |
| 20      | Пауль Естерманн           | Швейцарія         | Castlefield Eclipse       | 4                                   | 1                                   | 5                                   |
| 20      | Річард Феллерс            | США               | Flexible                  | 4                                   | 1                                   | 5                                   |
| 23      | Генрік фон Екерманн       | Швеція            | Allerdings                | 8                                   | 0                                   | 8                                   |
| 23      | Мередіт Міхаельс-Беербаум | Німеччина         | Bella Donna               | 8                                   | 0                                   | 8                                   |
| 23      | Йос Лансінк               | Бельгія           | Valentina Van 't Heike    | 8                                   | 0                                   | 8                                   |
| 26      | Дірк Демерсман            | Бельгія           | Bufero van Het Panishof   | 8                                   | 1                                   | 9                                   |
| 26      | Єнс Фредріксон            | Швеція            | Lunatic                   | 8                                   | 1                                   | 9                                   |
| 26      | принц Абдулла бін Мутаїб  | Саудівська Аравія | Davos                     | 8                                   | 1                                   | 9                                   |
| 29      | Грегорі Вателет           | Бельгія           | Cadjanne Z                | 12                                  | 0                                   | 12                                  |
| 29      | Маклейн Ворд              | США               | Antares                   | 12                                  | 0                                   | 12                                  |
| 29      | Ерік Ламаз                | Канада            | Derly Chin de Muze        | 12                                  | 0                                   | 12                                  |
| 29      | Рамзі Аль-Духамі          | Саудівська Аравія | Bayard van de Villa There | 12                                  | 0                                   | 12                                  |
| 33      | Тайзо Сугітані            | Японія            | Avenzio                   | 12                                  | 2                                   | 14                                  |
| 34      | Кевін Стаут               | Франція           | Silvana                   | 16                                  | 0                                   | 16                                  |
| 35      | Джулія Харгрівз           | Австралія         | Vedor                     | 16                                  | 1                                   | 17                                  |
| 36      | Хосе Марія Ларокка        | Аргентина         | Royal Power               | 20                                  | 0                                   | 20                                  |
| —       | Майкел Ван Дер Вльойтен   | Нідерланди        | Verdi                     | Відмовився від продовження боротьби | Відмовився від продовження боротьби | Відмовився від продовження боротьби |

#### Фінал В
На маршруті спортсменам необхідно було подолати 10 перешкод. Час, за який необхідно було пройти трасу, становив 80 секунд. Загальна сума вираховувалася за результатами фіналів А та В. При рівній кількості штрафних балів у боротьбі за призові місця призначалася перестрибка.
|         | Вершник                 | Країна            | Кінь                | Штрафні очки | Штрафні очки | Штраф за Фінал А | Загальний Штраф |
| Стрибки | Вершник                 | Країна            | Кінь                | Час          |              | Штраф за Фінал А | Загальний Штраф |
| ------- | ----------------------- | ----------------- | ------------------- | ------------ | ------------ | ---------------- | --------------- |
| 1       | Стів Ґерда              | Швейцарія         | Nino des Buissonets | 0            | 0            | 0                | 0               |
| 2       | Герко Схредер           | Нідерланди        | London              | 0            | 0            | 1                | 1               |
| 2       | Кіан О'Коннор           | Ірландія          | Blue Loyd 12        | 0            | 1            | 0                | 1               |
| 4       | Камаль Бахамдан         | Саудівська Аравія | Delphi              | 0            | 1            | 1                | 2               |
| 5       | Альберто Мічан          | Мексика           | Rosalia La Silla    | 0            | 0            | 4                | 4               |
| 5       | Скотт Бреш              | Велика Британія   | Hello Sanctos       | 4            | 0            | 0                | 4               |
| 5       | Нік Скелтон             | Велика Британія   | Big Star            | 4            | 0            | 0                | 4               |
| 8       | Річард Феллерс          | США               | Flexible            | 0            | 0            | 5                | 5               |
| 9       | Аєн Міллар              | Канада            | Star Power          | 4            | 0            | 4                | 8               |
| 9       | Бен Маєр                | Велика Британія   | Tripple X           | 4            | 0            | 4                | 8               |
| 9       | Марк Хутзагер           | Нідерланди        | Tamino              | 4            | 0            | 4                | 8               |
| 12      | Кассіо Ріветті          | Україна           | Temple Road         | 4            | 0            | 5                | 9               |
| 12      | Альваро де Міранда Нето | Бразилія          | Rahmannshof's Bogen | 4            | 1            | 4                | 9               |
| 12      | Піус Швіцер             | Швейцарія         | Carlina IV          | 8            | 0            | 1                | 9               |
| 12      | Олів'є Гійон            | Франція           | Lord de Theize      | 8            | 1            | 0                | 9               |
| 12      | Маркус Енінг            | Німеччина         | Plot Blue           | 8            | 1            | 0                | 9               |
| 17      | Пауль Естерманн         | Швейцарія         | Castlefield Eclipse | 4            | 1            | 5                | 10              |
| 17      | Лусіана Дініс           | Португалія        | Lennox              | 8            | 1            | 1                | 10              |
| 19      | Сімон Делестр           | Франція           | Napoli du Ry        | 8            | 0            | 4                | 12              |
| 20      | Даніель Блуман          | Колумбія          | Sancha La Silla     | 8            | 1            | 4                | 13              |
| 20      | Едвіна Топс-Александер  | Австралія         | Itot du Chateau     | 8            | 1            | 4                | 13              |
| 22      | Родріго Пессоа          | Бразилія          | Rebozo              | 12           | 1            | 4                | 17              |

#### Перестрибка за 2-ге місце
Перестрибка проводилася на маршруті з 8 перешкодами. Переможцем ставав спортсмен, що набрав меншу кількість штрафних балів. У разі рівності за цим показником переможцем ставав той, хто пройшов трасу швидше.
|   | Вершник       | Країна     | Кінь         | Штрафні очки | Час   |
| - | ------------- | ---------- | ------------ | ------------ | ----- |
| 2 | Герко Схредер | Нідерланди | London       | 0            | 49.79 |
| 3 | Кіан О'Коннор | Ірландія   | Blue Loyd 12 | 4            | 46.64 |